# Dominika Cibulková
Dominika Cibulková (Bratislava, 6 de Maio de 1989) é uma ex-tenista profissional eslovaca.

## Carreira
Cibulkova é uma das maiores tenistas da Eslováquia, pelo que mostrou em Amelia Island ao chegar na final contra Maria Sharapova, perdendo por 7-6 (com 8-7 no tiebreak) e 6-3. Em 2009 chegou à semifinal de Roland Garros em simples e também em duplas. Já em 2010 conseguiu chegar às quartas-de-final no US Open. Foi top 10 da WTA, alcançado em 2014.
Em 9 de julho de 2016, ela se casou com seu noivo Michal Navara.
Em 30/10/2016, Cibulkova sagra-se campeã do WTA Finals, torneio que reúne as oito melhores tenistas do ano, derrotando a número 1 do ranking Angelique Kerber, por 2 sets a 0, parciais de 6/3 e 6/4, em uma hora e 18 minutos de partida. 
Anunciou aposentadoria em 12 de novembro de 2019. Seu último jogo foi durante Torneio de Roland Garros de 2019: com Lucie Šafářová, que também viria a fazer sua partida final nessa oportunidade, perdeu para Sofia Kenin e Andrea Petkovic, pela primeira fase do evento de duplas.

## Títulos

### Grand Slam finais

#### Simples: 1 (1 vice)
| Posição | Ano  | Campeonato          | Piso | Oponente | Placar        |
| ------- | ---- | ------------------- | ---- | -------- | ------------- |
| Vice    | 2014 | Aberto da Austrália | Duro | Li Na    | 6–7(3–7), 0–6 |

## WTA finais

### Simples: 11 (4 títulos, 7 vice)
| Winner — Legend                              |
| -------------------------------------------- |
| Grand Slam (0–1)                             |
| WTA Tour (0–0)                               |
| Tier I / Premier Mandatory & Premier 5 (0–1) |
| Tier II / Premier (3–2)                      |
| Tier III, IV & V / International (1–3)       |

| Títulos por Piso |
| ---------------- |
| Duro (4–5)       |
| Grama (0–0)      |
| Saibro (0–2)     |
| Carpete (0–0)    |

| Posição | N. | Data            | Campeonato                                      | Piso     | Oponente            | Placar             |
| ------- | -- | --------------- | ----------------------------------------------- | -------- | ------------------- | ------------------ |
| Vice    | 1. | 13 Abril 2008   | Amelia Island Championships, Amelia Island, EUA | Saibro   | Maria Sharapova     | 6–7(7–9), 3–6      |
| Vice    | 2. | 3 Agosto 2008   | Canadian Open, Montreal, Canadá                 | Duro     | Dinara Safina       | 2–6, 1–6           |
| Vice    | 3. | 16 Outubro 2011 | Linz Open, Linz, Áustria                        | Duro (i) | Petra Kvitová       | 4–6, 1–6           |
| Campeã  | 1. | 23 Outubro 2011 | Kremlin Cup, Moscou, Rússia                     | Duro (i) | Kaia Kanepi         | 3–6, 7–6(7–1), 7–5 |
| Vice    | 4. | 15 Abril 2012   | Barcelona Ladies Open, Barcelona, Espanha       | Saibro   | Sara Errani         | 2–6, 2–6           |
| Campeã  | 2. | 22 Julho 2012   | Southern California Open, Carlsbad, EUA         | Duro     | Marion Bartoli      | 6–1, 7–5           |
| Vice    | 5. | 11 Janeiro 2013 | Sydney International, Sydney, Austrália         | Duro     | Agnieszka Radwańska | 0–6, 0–6           |
| Campeã  | 3. | 29 Julho 2013   | WTA de Stanford, Stanford, EUA                  | Duro     | Agnieszka Radwańska | 3–6, 6–4, 6–4      |
| Vice    | 6. | 25 Janeiro 2014 | Australian Open, Melbourne, Austrália           | Duro     | Li Na               | 6–7(3–7), 0–6      |
| Campeã  | 4. | 1 Março 2014    | Mexican Open, Acapulco, México                  | Duro     | Christina McHale    | 7–6(7–3), 4–6, 6–4 |
| Vice    | 7. | 20 Abril 2014   | Malaysian Open, Kuala Lumpur, Malásia           | Duro     | Donna Vekić         | 7–5, 5–7, 6–7(4–7) |

### Duplas: 2 (2 vices)
| Campeã — Legenda                             |
| -------------------------------------------- |
| Grand Slam (0–0)                             |
| WTA Tour (0–0)                               |
| Tier I / Premier Mandatory & Premier 5 (0–0) |
| Tier II / Premier (0–0)                      |
| Tier III, IV & V / International (0–2)       |

| Títulos por Piso |
| ---------------- |
| Duro (0–0)       |
| Grama (0–2)      |
| Saibro (0–0)     |
| Carpete (0–0)    |

| Posição | N. | Data          | Torneio                                                       | Piso  | Parceira               | Oponente                                    | Placar                |
| ------- | -- | ------------- | ------------------------------------------------------------- | ----- | ---------------------- | ------------------------------------------- | --------------------- |
| Vice    | 1. | 17 Junho 2011 | Rosmalen Grass Court Championships, 's-Hertogenbosch, Holanda | Grama | Flavia Pennetta        | Barbora Záhlavová-Strýcová Klára Zakopalová | 6–1, 4–6, [7–10]      |
| Vice    | 2. | 21 Junho 2013 | Rosmalen Grass Court Championships, 's-Hertogenbosch, Holanda | Grama | Arantxa Parra Santonja | Irina-Camelia Begu Anabel Medina Garrigues  | 6–4, 6–7(3–7), [9–11] |

## Ligações Externas
- Perfil na WTA